# Camptandra
Genre
Classification APG III (2009)
Camptandra est un genre de plante de la famille des Zingibéracées.

## Liste d'espèces
Selon World Checklist of Selected Plant Families (WCSP) (16 juil. 2010)
- Camptandra gracillima (K.Schum.) Valeton (1918)
- Camptandra latifolia Ridl. (1899)
- Camptandra ovata Ridl. (1907)
- Camptandra parvula (King ex Baker) Ridl. (1899)

Selon NCBI (16 juil. 2010)
- Camptandra ovata
- Camptandra parvula

## Noms synonymes, obsolètes et leurs taxons de référence
- Camptandra angustifolia (Ridl.) Ridl., (1905) = Camptandra gracillima (K.Schum.) Valeton (1918)
- Camptandra parvula var. angustifolia Ridl., (1899) = Camptandra gracillima (K.Schum.) Valeton (1918)
- Camptandra tahanensis Ridl., (1915) = Camptandra ovata Ridl. (1907)